# Stenelmis chappuisi
Stenelmis chappuisi is een keversoort uit de familie van de beekkevers (Elmidae). De wetenschappelijke naam van de soort werd in 1933 gepubliceerd door Charles Alluaud.